# Tripteris spinigera
Tripteris spinigera là một loài thực vật có hoa trong họ Cúc. Loài này được Norl. miêu tả khoa học đầu tiên.